# FinePix S2 Pro
La Fujifilm FinePix S2 Pro era una fotocamera digitale reflex con ottica intercambiabile introdotta in commercio nel gennaio 2002, in sostituzione della FinePix S1 Pro.
Il corpo della macchina è quello della Nikon F80, modificata da Fujifilm per includere i propri meccanismi elettronici (la Nikon non era digitale). La differenza principale con la fotocamera è il sensore da 6.17 megapixel, noto come Super CCD, che permette di avere un'immagine di output equivalente a 12,1 megapixel. Era fornita di Auto Focus. La S2 Pro aveva anche la funzionalità di registrazione dei suoni. 
A causa del corpo Nikon, ha un attacco per ottiche Nikon F,  perciò è usata con quasi tutte le ottiche Nikon da 35 mm.  
La fotocamera non è più in produzione, essendo stata superata dalla Fujifilm FinePix S3 Pro nel febbraio 2004.